# Похабиха
Поха́биха — река в Слюдянском районе Иркутской области. Впадает в залив Култук озера Байкал на территории Слюдянского муниципального образования.

## Название
Река названа по имени землепроходца Якова Похабова, открывшего эту реку в 1647 году и основавшего близ её устья Слюдянский острожек, на месте которого впоследствии был основан посад, а затем город Слюдянка.

## География
Исток реки находится в горах Хамар-Дабана. Река протекает по выработанной долине — пади Похабиха. Длина — 20 километров, площадь водосборного бассейна — 64,4 км².

## Притоки
Похабиха на своем протяжении принимает 9 постоянных притоков и несколько т. н. суходолов — долин, в которых небольшое время в году текут пересыхающие реки и ручьи.

## Хозяйственное использование
Несмотря на высокий гидроэнергопотенциал, Похабиха используется крайне слабо, являясь в основном преградой для транспортных путей. Через Похабиху перекинуто 4 моста: один — на улице Перевальская по пути на карьер Перевал, второй — на автомагистрали «Байкал», третий — через Транссибирскую магистраль, четвёртый — параллельно, через Кругоморский тракт — главную сухопутную дорогу района до середины XX века.

## Проблемы

### Экологическая ситуация
Так как река протекает на окраине города, в районе частной застройки, то река очень замусорена. Недавно в русле реки была проведена акция по очистке мусора, однако всё равно местные жители используют реку как свалку. К тому же, на реке располагаются старые очистные сооружения города, которые сбрасывают в Байкал плохо отфильтрованные сточные воды. В 2010 году были построены новые очистные сооружения.

### Наледи
На большинстве рек Сибири и Дальнего Востока возникают наледи — огромные накопления льда в русле реки, когда река начинает промерзать до дна. В 2010 году случилось подтопление домов, находившихся в непосредственной близости от реки, были приняты экстренные меры по спасению жилых домов..

### Наводнения
Последнее крупное наводнение произошло на Похабихе в 1971 году. Тогда, по описаниям старожилов, рекой были снесены огороды жителей в нижнем течении реки.